# Mesochodaeus daohugouensis
Mesochodaeus daohugouensis är en skalbaggsart som beskrevs av Nikolajev och Ren 2010. Mesochodaeus daohugouensis ingår i släktet Mesochodaeus och familjen Ochodaeidae. Inga underarter finns listade i Catalogue of Life.